# Cun cút ngực đỏ
Turnix pyrrhothorax là một loài chim trong họ Turnicidae.